# Didier Falise
Didier Falise, född 3 mars 1961, är en friidrottare från Belgien. Han deltog vid olympiska sommarspelen 1988.